# Coleophora tollamseliella
Coleophora tollamseliella é uma espécie de mariposa do gênero Coleophora pertencente à família Coleophoridae.